# On My Way (canção de Omar Naber)
On My Way é uma canção do cantor Omar Naber. Ele irá representar a Eslovénia no Festival Eurovisão da Canção 2017.